# Lípy u kapličky ve Mžanech
Dvě památné lípy u kapličky sv. Marie Lurdské se nacházejí v polích při úvozové cestě asi 500 m jižně od obce Mžany, asi 1 km jihozápadně od obce Sadová v okrese Hradec Králové. Lípy jsou chráněny od roku 1983 pro svůj vzrůst (obvody kmene 420 cm a 395 cm a výška obou stromů asi 20 m).
U kapličky se nachází „zázračná studánka“, opředená pověstí o vrácení zraku slepému děvčeti.